# 新梅爾奇克
49°58′6″N 35°40′16″E / 49.96833°N 35.67111°E
新梅爾奇克（烏克蘭語：Новий Мерчик）是位於烏克蘭東部的村莊，由哈爾科夫州博霍杜希夫區的瓦爾基市鎮負責管轄。該村始建於1690年，面積48.6平方公里，海拔高度141米，2001年人口931，人口密度每平方公里19.2人。